# Papos, Szabolcs-Szatmár-Bereg
Papos  este un sat în districtul Mátészalka, județul Szabolcs-Szatmár-Bereg, Ungaria, având o populație de 849 de locuitori (2011). 

## Demografie
Componența etnică a satului Papos
     Maghiari (93,78%)
     Romi (5,81%)
     Români (0,41%)
Componența confesională a satului Papos
     Reformați (40,05%)
     Romano-catolici (17,2%)
     Greco-catolici (15,43%)
     Fără religie (3,89%)
     Necunoscută (23,44%)
Conform recensământului din 2011, satul Papos avea 849 de locuitori. Din punct de vedere etnic, majoritatea locuitorilor (93,78%) erau maghiari, cu o minoritate de romi (5,81%). Nu există o religie majoritară, locuitorii fiind reformați (40,05%), romano-catolici (17,2%), greco-catolici (15,43%) și persoane fără religie (3,89%). Pentru 23,44% din locuitori nu este cunoscută apartenența confesională.